# Mordellistena gallica
Mordellistena gallica es una especie de coleóptero de la familia Mordellidae.

## Distribución geográfica
Habita en la Europa Central.